# Uitslagen van de Republikeinse presidentiële voorverkiezingen 2012
Dit artikel bevat de uitslagen van de Republikeinen voor de voorverkiezingen voor de presidentiële nominatie van hun partij bij de presidentsverkiezingen in 2012.

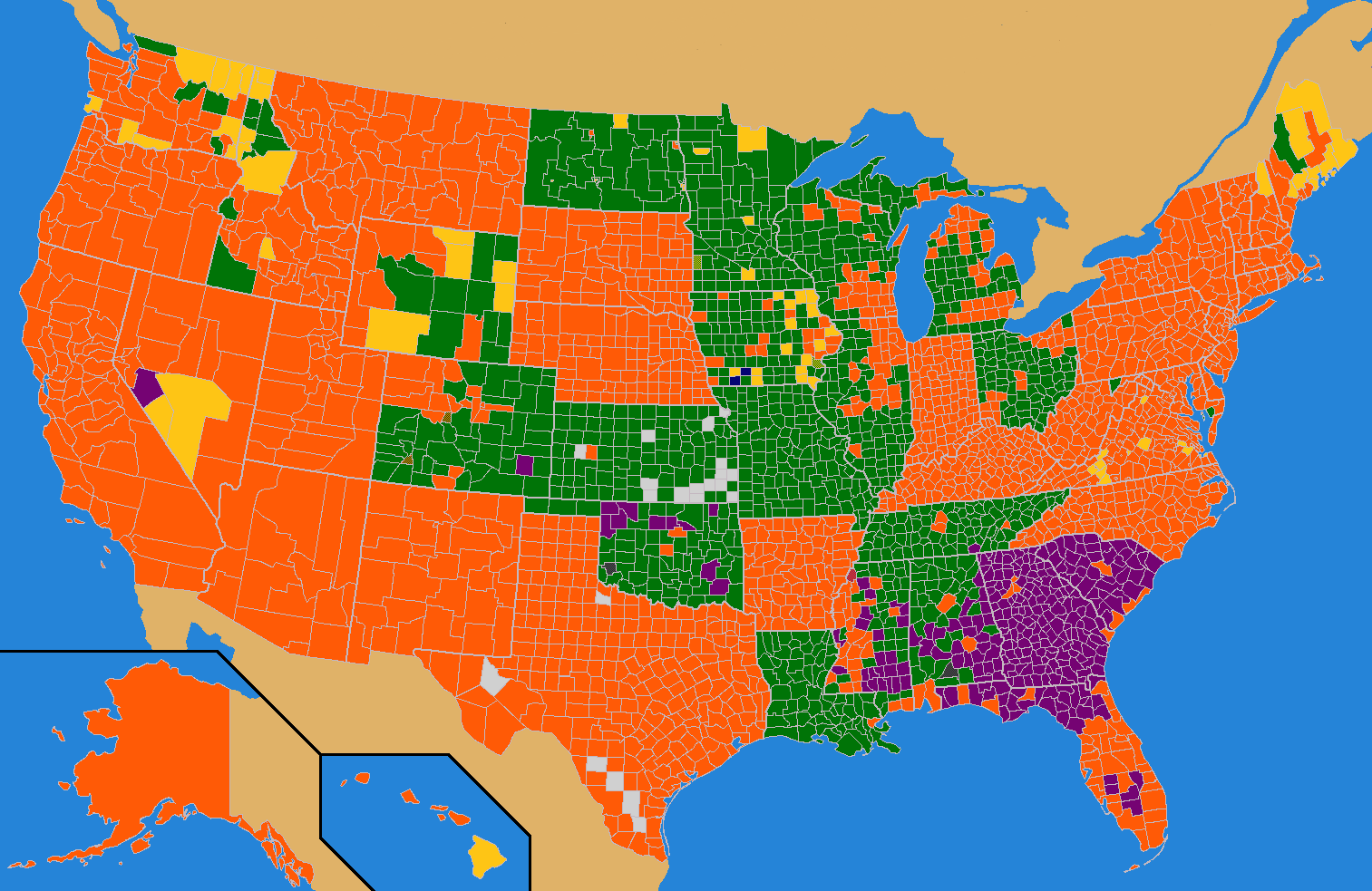
Winnaar per county in de Verenigde Staten
Mitt Romney
Ron Paul
Rick Santorum
Newt Gingrich
Rick Perry

## Kandidaten
- Newt Gingrich
- Ron Paul
- Mitt Romney
- Rick Santorum (teruggetrokken op 10 april 2012)
- Rick Perry (teruggetrokken op 19 januari 2012)
- Jon Huntsman (teruggetrokken op 16 januari 2012)
- Michele Bachmann (teruggetrokken op 4 januari 2012)

## Uitslagen

### Alaska
- Datum: 6 maart 2012
- Aantal gedelegeerden: 27

### Arizona
- Datum: 28 februari 2012
- Aantal gedelegeerden: 29

| Mitt Romney                 | 216.805                     | 47,27%                      | 29 | 29 | 29 |
| Rick Santorum               | 122.088                     | 26,62%                      | 0  | 0  | 0  |
| Newt Gingrich               | 74.110                      | 16,16%                      | 0  | 0  | 0  |
| Ron Paul                    | 38.753                      | 8,45%                       | 0  | 0  | 0  |
| Rick Perry (teruggetrokken) | 1.871                       | 0,41%                       | 0  | 0  | 0  |
| Overig                      | 5.004                       | 1,09%                       | 0  | 0  | 0  |
| Onvoorspelde gedelegeerden: | Onvoorspelde gedelegeerden: | Onvoorspelde gedelegeerden: | -  | -  | -  |
| Totaal:                     | 458.631                     | 100%                        | 29 | 29 | 29 |

### Colorado

Colorado resultaat per county
Rick Santorum (45)
Mitt Romney (16)
Newt Gingrich (1)
Gelijk Romney/Santorum (2)

- Datum: 7 februari 2012
- Aantal gedelegeerden: 36

| Rick Santorum                     | 26.614                      | 40,31%                      | 18 | 17 | 15 |
| Mitt Romney                       | 23.012                      | 34,85%                      | 9  | 13 | 6  |
| Newt Gingrich                     | 8.445                       | 12,79%                      | 0  | 2  | 0  |
| Ron Paul                          | 7.759                       | 11,75%                      | 0  | 1  | 0  |
| Rick Perry (teruggetrokken)       | 52                          | 0,08%                       | 0  | 0  | 0  |
| Jon Huntsman (teruggetrokken)     | 46                          | 0,07%                       | 0  | 0  | 0  |
| Michele Bachmann (teruggetrokken) | 28                          | 0,04%                       | 0  | 0  | 0  |
| Overigen                          | 71                          | 0,11%                       | 0  | 0  | 0  |
| Onvoorspelde gedelegeerden:       | Onvoorspelde gedelegeerden: | Onvoorspelde gedelegeerden: | 9  | 3  | 15 |
| Totaal:                           | 66.027                      | 100,00%                     | 36 | 36 | 36 |

### Florida

Florida resultaat per county
Newt Gingrich (34)
Mitt Romney (33)

- Datum: 31 januari 2012
- Aantal gedelegeerden: 50

| Florida Republican primary, January 31, 2012 | Florida Republican primary, January 31, 2012 | Florida Republican primary, January 31, 2012 | Florida Republican primary, January 31, 2012 | Florida Republican primary, January 31, 2012 | Florida Republican primary, January 31, 2012 |
| Kandidaat                                    | Stemmen                                      | Percentage                                   | Voorspelde aantal gedelegeerden (disputed)   | Voorspelde aantal gedelegeerden (disputed)   | Voorspelde aantal gedelegeerden (disputed)   |
| Kandidaat                                    | Stemmen                                      | Percentage                                   | AP                                           | CNN                                          | MSNBC                                        |
| -------------------------------------------- | -------------------------------------------- | -------------------------------------------- | -------------------------------------------- | -------------------------------------------- | -------------------------------------------- |
| Mitt Romney                                  | 776.159                                      | 46,40%                                       | 50                                           | 50                                           | 50                                           |
| Newt Gingrich                                | 534.121                                      | 31,93%                                       | 0                                            | 0                                            | 0                                            |
| Rick Santorum                                | 223.249                                      | 13,35%                                       | 0                                            | 0                                            | 0                                            |
| Ron Paul                                     | 117.461                                      | 7,02%                                        | 0                                            | 0                                            | 0                                            |
| Rick Perry (teruggetrokken)                  | 6.775                                        | 0,41%                                        | 0                                            | 0                                            | 0                                            |
| Jon Huntsman (teruggetrokken)                | 6.204                                        | 0,37%                                        | 0                                            | 0                                            | 0                                            |
| Michele Bachmann (teruggetrokken)            | 3.967                                        | 0,24%                                        | 0                                            | 0                                            | 0                                            |
| Herman Cain (teruggetrokken)                 | 3.503                                        | 0,21%                                        | 0                                            | 0                                            | 0                                            |
| Gary Johnson (teruggetrokken)                | 1.195                                        | 0,07%                                        | 0                                            | 0                                            | 0                                            |
| Onvoorspelde gedelegeerden:                  | Onvoorspelde gedelegeerden:                  | Onvoorspelde gedelegeerden:                  | 0                                            | 0                                            | 0                                            |
| Totaal:                                      | 1.672.634                                    | 100,00%                                      | 50                                           | 50                                           | 50                                           |

### Georgia
- Datum: 6 maart 2012
- Aantal gedelegeerden: 76

### Idaho
- Datum: 6 maart 2012
- Aantal gedelegeerden: 32

### Iowa

Iowa resultaat per county
Rick Santorum (64)
Ron Paul (16)
Mitt Romney (16)
Rick Perry (2)
Gelijk Paul/Santorum (1)

- Datum: 3 januari 2012
- Aantal gedelegeerden: 28

| Iowa Republican caucuses, January 3, 2012 | Iowa Republican caucuses, January 3, 2012 | Iowa Republican caucuses, January 3, 2012 | Iowa Republican caucuses, January 3, 2012 | Iowa Republican caucuses, January 3, 2012 | Iowa Republican caucuses, January 3, 2012 | Iowa Republican caucuses, January 3, 2012 |
| Kandidaat                                 | Stemmen                                   | Percentage                                | Voorspelde aantal gedelegeerden           | Voorspelde aantal gedelegeerden           | Voorspelde aantal gedelegeerden           |                                           |
| Kandidaat                                 | Stemmen                                   | Percentage                                | AP                                        | CNN                                       | MSNBC                                     |                                           |
| ----------------------------------------- | ----------------------------------------- | ----------------------------------------- | ----------------------------------------- | ----------------------------------------- | ----------------------------------------- | ----------------------------------------- |
| Rick Santorum                             | 29.839                                    | 24,56%                                    | 13                                        | 8                                         | 11                                        |                                           |
| Mitt Romney                               | 29.805                                    | 24,53%                                    | 12                                        | 7                                         | 11                                        |                                           |
| Ron Paul                                  | 26.036                                    | 21,43%                                    | 0                                         | 7                                         | 3                                         |                                           |
| Newt Gingrich                             | 16.163                                    | 13,30%                                    | 0                                         | 2                                         | 0                                         |                                           |
| Rick Perry                                | 12.557                                    | 10,33%                                    | 0                                         | 0                                         | 0                                         |                                           |
| Michele Bachmann                          | 6.046                                     | 4,98%                                     | 0                                         | 0                                         | 0                                         |                                           |
| Jon Huntsman                              | 739                                       | 0,61%                                     | 0                                         | 0                                         | 0                                         |                                           |
| Geen voorkeur                             | 147                                       | 0,12%                                     | 0                                         | 0                                         | 0                                         |                                           |
| Overig                                    | 86                                        | 0,07%                                     | 0                                         | 0                                         | 0                                         |                                           |
| Herman Cain (teruggetrokken)              | 45                                        | 0,04%                                     | 0                                         | 0                                         | 0                                         |                                           |
| Sarah Palin                               | 23                                        | 0,02%                                     | 0                                         | 0                                         | 0                                         |                                           |
| Buddy Roemer                              | 17                                        | 0,01%                                     | 0                                         | 0                                         | 0                                         |                                           |
| Onvoorspelde gedelegeerden:               | Onvoorspelde gedelegeerden:               | Onvoorspelde gedelegeerden:               | 3                                         | 4                                         | 3                                         |                                           |
| Totaal:                                   | 121.503                                   | 100,0%                                    | 28                                        | 28                                        | 28                                        |                                           |

### Maine
- Datum: 4-11 februari 2012
- Aantal gedelegeerden: 24

| Mitt Romney                 | 2.373                       | 37,97%                      | 11 | 11 | 11 |
| Ron Paul                    | 2.258                       | 36,13%                      | 10 | 7  | 10 |
| Rick Santorum               | 1.136                       | 18,18%                      | 0  | 3  | 0  |
| Newt Gingrich               | 405                         | 6,48%                       | 0  | 0  | 0  |
| Geen voorkeur               | 60                          | 0,96%                       | 0  | 0  | 0  |
| Overig                      | 18                          | 0,29%                       | 0  | 0  | 0  |
| Onvoorspelde gedelegeerden: | Onvoorspelde gedelegeerden: | Onvoorspelde gedelegeerden: | 3  | 3  | 3  |
| Totaal:                     | 6.250                       | 100,0%                      | 24 | 24 | 24 |

### Massachusetts
- Datum: 6 maart 2012
- Aantal gedelegeerden: 41

### Michigan
- Datum: 28 februari 2012
- Aantal gedelegeerden: 30

| Michigan Republican primary, 2012 | Michigan Republican primary, 2012 | Michigan Republican primary, 2012 | Michigan Republican primary, 2012 |
| Kandidaat                         | Stemmen                           | Percentage                        | Voorspelde aantal gedelegeerden   |
| --------------------------------- | --------------------------------- | --------------------------------- | --------------------------------- |
| Mitt Romney                       | 409.120                           | 41,07%                            | 16                                |
| Rick Santorum                     | 377.144                           | 37,86%                            | 14                                |
| Ron Paul                          | 115.778                           | 11,62%                            | 0                                 |
| Newt Gingrich                     | 65.002                            | 6,53%                             | 0                                 |
| Uncommitted                       | 18.843                            | 1,89%                             | 0                                 |
| Rick Perry                        | 1.906                             | 0,19%                             | 0                                 |
| Buddy Roemer                      | 1.874                             | 0,19%                             | 0                                 |
| Michele Bachmann                  | 1.766                             | 0,18%                             | 0                                 |
| Jon Huntsman                      | 1,712                             | 0,17%                             | 0                                 |
| Herman Cain                       | 1.237                             | 0,12%                             | 0                                 |
| Fred Karger                       | 1.225                             | 0,12%                             | 0                                 |
| Gary Johnson                      | 519                               | 0,05%                             | 0                                 |
| Totaal                            | 996.126                           | 100,00%                           | 30                                |

### Minnesota

Minnesota resultaat per county
Rick Santorum (82)
Ron Paul (4)
Tie Paul/Santorum (1)

- Datum: 7 februari 2012
- Aantal gedelegeerden: 40

| Rick Santorum               | 21.988                      | 44,95%                      | 37 | 6  | 13 |
| Ron Paul                    | 13.282                      | 27,15%                      | 0  | 4  | 0  |
| Mitt Romney                 | 8.240                       | 16,85%                      | 0  | 2  | 0  |
| Newt Gingrich               | 5.263                       | 10,76%                      | 0  | 2  | 0  |
| Write-Ins                   | 143                         | 0,29%                       | 0  | 0  | 0  |
| Onvoorspelde gedelegeerden: | Onvoorspelde gedelegeerden: | Onvoorspelde gedelegeerden: | 3  | 26 | 27 |
| Totaal:                     | 48.916                      | 100,0%                      | 40 | 40 | 40 |

### Missouri
- Datum: 7 februari 2012

| Missouri Republican primary, 2012 | Missouri Republican primary, 2012 | Missouri Republican primary, 2012 |
| Kandidaat                         | Stemmen                           | Percentage                        |
| --------------------------------- | --------------------------------- | --------------------------------- |
| Rick Santorum                     | 139272                            | 55,23%                            |
| Mitt Romney                       | 63,882                            | 25,33%                            |
| Ron Paul                          | 30.647                            | 12,15%                            |
| Uncommitted                       | 9.853                             | 3,91%                             |
| Rick Perry (withdrawn)            | 2.456                             | 0,97%                             |
| Herman Cain (withdrawn)           | 2.306                             | 0,91%                             |
| Michele Bachmann (teruggetrokken) | 1.680                             | 0,67%                             |
| Jon Huntsman (teruggetrokken)     | 1.044                             | 0,41%                             |
| Gary Johnson (teruggetrokken)     | 536                               | 0,21%                             |
| Michael J. Meehan                 | 356                               | 0,14%                             |
| Keith Drummond                    | 153                               | 0,06%                             |
| Totaal:                           | 252.185                           | 100,00%                           |

### Nevada

Nevada resultaat per county
Mitt Romney (14)
Ron Paul (2)
Newt Gingrich (1)

- Datum: 4 februari 2012
- Aantal gedelegeerden: 28

| Mitt Romney                 | 16.486                      | 50,02%                      | 14 | 14 | 14 |
| Newt Gingrich               | 6.956                       | 21,10%                      | 6  | 6  | 6  |
| Ron Paul                    | 6.175                       | 18,73%                      | 5  | 5  | 5  |
| Rick Santorum               | 3.277                       | 9,94%                       | 3  | 3  | 3  |
| Geen voorkeur               | 67                          | 0,20%                       | 0  | 0  | 0  |
| Onvoorspelde gedelegeerden: | Onvoorspelde gedelegeerden: | Onvoorspelde gedelegeerden: | 0  | 0  | 0  |
| Totaal:                     | 32.961                      | 100,0%                      | 28 | 28 | 28 |

### New Hampshire

New Hampshire resultaat per county
Mitt Romney (9)
Ron Paul (1)

- Datum: 10 januari 2012
- Aantal gedelegeerden: 12

| Mitt Romney                       | 97.591                      | 39,32%                      | 7  | 7  | 7  |
| Ron Paul                          | 56.872                      | 22,92%                      | 3  | 3  | 3  |
| Jon Huntsman                      | 41.964                      | 16,91%                      | 2  | 2  | 2  |
| Rick Santorum                     | 23.432                      | 9,44%                       | 0  | 0  | 0  |
| Newt Gingrich                     | 23.421                      | 9,44%                       | 0  | 0  | 0  |
| Rick Perry                        | 1.764                       | 0,71%                       | 0  | 0  | 0  |
| Buddy Roemer                      | 950                         | 0,38%                       | 0  | 0  | 0  |
| Michele Bachmann (teruggetrokken) | 350                         | 0,14%                       | 0  | 0  | 0  |
| Fred Karger                       | 345                         | 0,14%                       | 0  | 0  | 0  |
| Kevin Rubash                      | 250                         | 0,10%                       | 0  | 0  | 0  |
| Gary Johnson (teruggetrokken)     | 181                         | 0,07%                       | 0  | 0  | 0  |
| Herman Cain (teruggetrokken)      | 161                         | 0,06%                       | 0  | 0  | 0  |
| Jeff Lawman                       | 119                         | 0,05%                       | 0  | 0  | 0  |
| Chris Hill                        | 108                         | 0,04%                       | 0  | 0  | 0  |
| Overige ingeschrevenen            | 678                         | 0,27%                       | 0  | 0  | 0  |
| Onvoorspelde gedelegeerden:       | Onvoorspelde gedelegeerden: | Onvoorspelde gedelegeerden: | 0  | 0  | 0  |
| Totaal:                           | 248.186                     | 100,00%                     | 12 | 12 | 12 |

### New York
- Datum: 24 april 2012
- Aantal gedelegeerden: 95

### North Dakota
- Datum: 6 maart 2012
- Aantal gedelegeerden: 28

### Ohio
- Datum: 6 maart 2012
- Aantal gedelegeerden: 66

### Oklahoma
- Datum: 6 maart 2012
- Aantal gedelegeerden: 43

a

### South Carolina

South Carolina resultaat per county
Newt Gingrich (43)
Mitt Romney (3)

- Datum: 21 januari 2012
- Aantal gedelegeerden:25

| South Carolina Republican primary, January 21, 2012 | South Carolina Republican primary, January 21, 2012 | South Carolina Republican primary, January 21, 2012 | South Carolina Republican primary, January 21, 2012 | South Carolina Republican primary, January 21, 2012 | South Carolina Republican primary, January 21, 2012 |
| Kandidaat                                           | Stemmen (disputed)                                  | Percentage                                          | Voorspelde aantal gedelegeerden                     | Voorspelde aantal gedelegeerden                     | Voorspelde aantal gedelegeerden                     |
| Kandidaat                                           | Stemmen (disputed)                                  | Percentage                                          | CNN                                                 | AP                                                  | FOX                                                 |
| --------------------------------------------------- | --------------------------------------------------- | --------------------------------------------------- | --------------------------------------------------- | --------------------------------------------------- | --------------------------------------------------- |
| Newt Gingrich                                       | 244.065                                             | 40,42%                                              | 23                                                  | 23                                                  | 23                                                  |
| Mitt Romney                                         | 168.123                                             | 27,85%                                              | 2                                                   | 2                                                   | 0                                                   |
| Rick Santorum                                       | 102.475                                             | 16,97%                                              | 0                                                   | 0                                                   | 0                                                   |
| Ron Paul                                            | 78.360                                              | 12,98%                                              | 0                                                   | 0                                                   | 0                                                   |
| Herman Cain (teruggetrokken)                        | 6.338                                               | 1,05%                                               | 0                                                   | 0                                                   | 0                                                   |
| Rick Perry (teruggetrokken)                         | 2.534                                               | 0,42%                                               | 0                                                   | 0                                                   | 0                                                   |
| Jon Huntsman (teruggetrokken)                       | 1.173                                               | 0,19%                                               | 0                                                   | 0                                                   | 0                                                   |
| Michele Bachmann (teruggetrokken)                   | 491                                                 | 0,08%                                               | 0                                                   | 0                                                   | 0                                                   |
| Gary Johnson (teruggetrokken)                       | 211                                                 | 0,03%                                               | 0                                                   | 0                                                   | 0                                                   |
| Onvoorspelde gedelegeerden:                         | Onvoorspelde gedelegeerden:                         | Onvoorspelde gedelegeerden:                         | 0                                                   | 0                                                   | 2                                                   |
| Totaal:                                             | 603.856                                             | 100,00%                                             | 25                                                  | 25                                                  | 25                                                  |

### Tennessee
- Datum: 6 maart 2012
- Aantal gedelegeerden: 58

### Vermont
- Datum: 6 maart 2012
- Aantal gedelegeerden: 17

### Virginia
- Datum: 6 maart 2012
- Aantal gedelegeerden: 49

### Washington
- Datum: 3 maart 2012
- Aantal gedelegeerden: 43

| Mitt Romney               | 19.111                    | 37,65%                    | 30 | -  | 30 |
| Ron Paul                  | 12.594                    | 24,81%                    | 5  | -  | 5  |
| Rick Santorum             | 12.089                    | 23,81%                    | 5  | -  | 5  |
| Newt Gingrich             | 5.221                     | 10,28%                    | 0  | -  | 0  |
| Ongebonden                | 1.656                     | 3,26%                     | o  | -  | 0  |
| Ingeschrevenen            | 93                        | 0,18%                     | 0  | -  | 0  |
| Ongebonden gedelegeerden: | Ongebonden gedelegeerden: | Ongebonden gedelegeerden: | 3  | 3  | 3  |
| Totaal:                   | 50.764                    | 100,00%                   | 43 | 43 | 43 |

### Wyoming
- Datum: 11-29 februari 2012
- Aantal gedelegeerden: 29

| Mitt Romney                 | 822                         | 38,99%                      | -  | 11 | -  |
| Rick Santorum               | 673                         | 31,93%                      | -  | 9  | -  |
| Ron Paul                    | 439                         | 20,83%                      | -  | 6  | -  |
| Newt Gingrich               | 165                         | 7,83%                       | -  | 1  | -  |
| Overig                      | 9                           | 0,43%                       | -  | 0  | -  |
| Onvoorspelde gedelegeerden: | Onvoorspelde gedelegeerden: | Onvoorspelde gedelegeerden: | -  | 2  | -  |
| Totaal:                     | 2.108                       | 100,00%                     | 29 | 29 | 29 |

### District van Columbia
1789 · 1792 · 1796 · 1800 · 1804 · 1808 · 1812 · 1816 · 1820 · 1824 · 1828 · 1832 · 1836 · 1840 · 1844 · 1848 · 1852 · 1856 · 1860 · 1864 · 1868 · 1872 · 1876 · 1880 · 1884 · 1888 · 1892 · 1896 · 1900 · 1904 · 1908 · 1912 · 1916 · 1920 · 1924 · 1928 · 1932 · 1936 · 1940 · 1944 · 1948 · 1952 · 1956 · 1960 · 1964 · 1968 · 1972 · 1976 · 1980 · 1984 · 1988 · 1992 · 1996 · 2000 · 2004 · 2008 · 2012 · 2016 · 2020 · 2024